# 鮎鮓街道

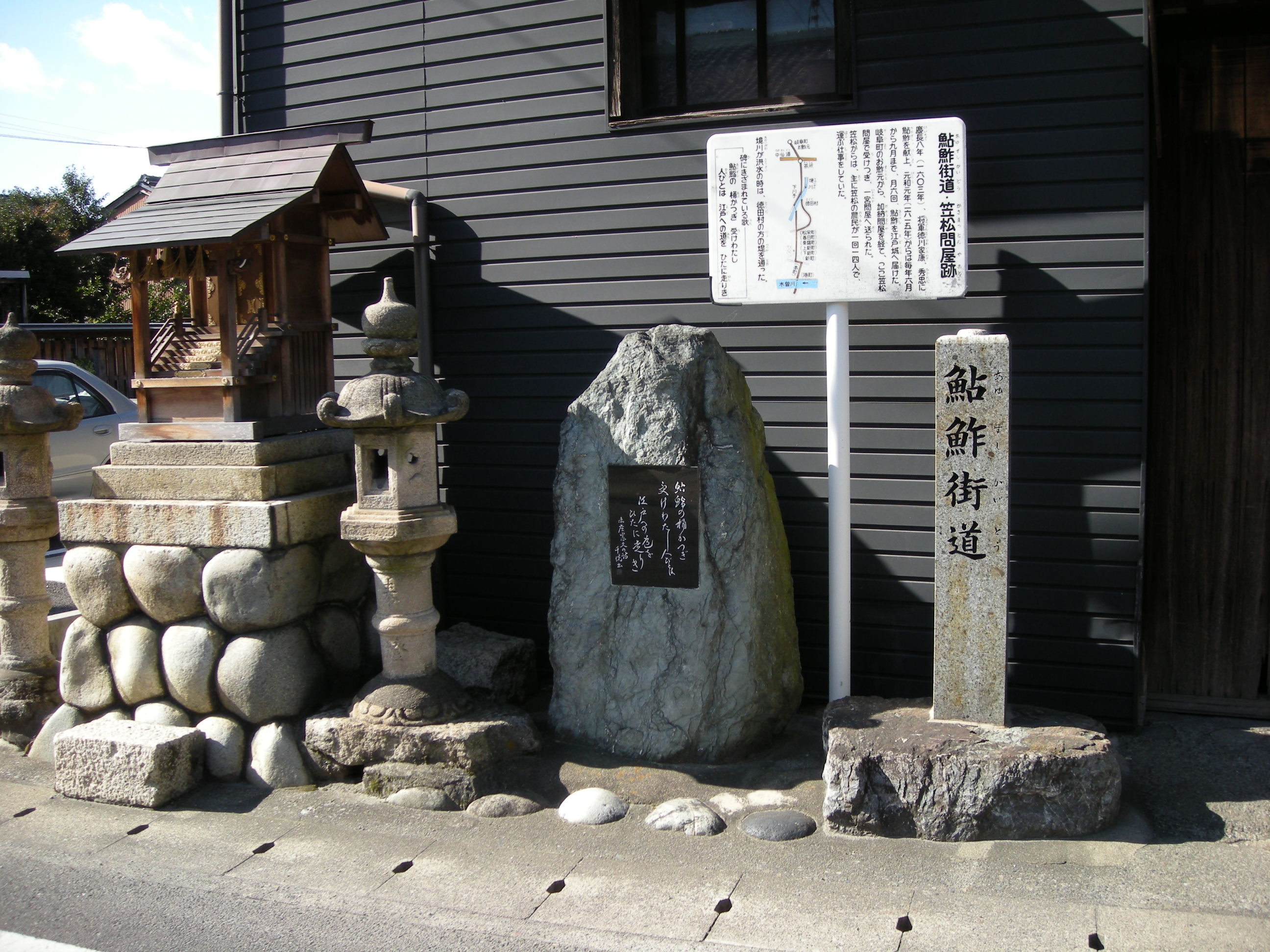
鮎鮓街道・笠松問屋跡

鮎鮓街道（あゆすしかいどう）とは、徳川家康への鮎鮨の献上ルートのことである。岐阜から熱田を結ぶ尾張街道の別名で「鮎鮨街道」、「御鮨街道」とも呼ばれていた。

## 概要
慶長8年（1603年）に美濃国奉行であった大久保長安が徳川家康、秀忠に鮎鮨を献上。元和元年（1615年）からは毎年5月から9月ころまでの間に10 - 20回、岐阜町のおすし元から、加納（岐阜県岐阜市）問屋場を経て、笠松問屋場で受け継ぎ、一宮（愛知県）問屋場へ、そして江戸へと送られた。1回に鮎鮨4桶（1桶に鮎大10尾、小20尾）を1荷として3 - 5荷を江戸城に向けて輸送したようである。
江戸に着くころに発酵して食べごろになるように作られていたため、予定の期日に遅れないように岐阜から江戸までの46の宿場を通過する時間を指定しており、当時の宿場帳によれば、岐阜から江戸まで5日間で運んでいたようである。
碑の歌「鮎鮓の桶かつぎ受けわたし人びとは江戸への道をひたに走りき」
2015年（平成27年）4月24日、「信長公のおもてなし」が息づく戦国城下町・岐阜 」の構成文化財として日本遺産に認定される。

## その他
- 「美しい日本の歩きたくなるみち500選」に選定されている。